# Episinus similitudus
Episinus similitudus là một loài nhện trong họ Theridiidae.
Loài này thuộc chi Episinus. Episinus similitudus được Arthur T. Urquhart. miêu tả năm 1893.